# Nalles
Nals tiếng Ý: Nalles; tiếng Đức: Nals) là một đô thị ở tỉnh Bolzano-Bozen trong vùng Trentino-Alto Adige/Südtirol của Ý, có vị trí cách khoảng 50 km về phía bắc của thành phố Trento và khoảng 13 km về phía tây bắc của thành phố Bolzano. Tại thời điểm ngày 31 tháng 12 năm 2004, đô thị này có dân số 1.634 người và diện tích là 12,3 km².
Đô thị Nals (Nalles) có các frazione (đơn vị cấp dưới) Sirmiano.
Nals (Nalles) giáp các đô thị: Andrian (Andriano), Eppan (Appiano), Gargazon (Gargazzone), Unsere Liebe Frau im Walde-St. Felix (Senale-San Felice), Terlan (Terlano), và Tisens (Tesimo).